# آل قاسم (لودر)

تعديل مصدري - تعديل

آل قاسم هي إحدى قرى عزلة زارة بمديرية لودر التابعة لمحافظة أبين، بلغ تعداد سكانها 75 نسمة حسب تعداد اليمن لعام 2004.